# Я всё ещё люблю (пісня)
Я все еще люблю — пісня Тіни Кароль, випущена 1 лютого 2015 року. Композиція увійшла до збірки «Плейлист весни»

## Опис
У новій композиції співачка з'явиться перед прихильниками одночасно ранимою і сильною. Нова пісня Тіни, звичайно ж, про любов. Композиція переповнена усією палітрою почуттів, співачка співає також сильно, як і любить. Почувши пісню, кожна жінка зможе сказати, що пісня написана так, немов це саунд-трек до її долі.

## Відеокліп
Прем'єра відео-роботи відбулася 29 січня 2015 року на офіційному YouTube каналі виконавиці. Режисером відео виступив — Хиндрек Маасик
Кліп знятий минималистично і не відволікає від найголовнішого — пісні і проникливого виконання її Тіною. У відеороботі використано багато символизмов: співачка показана в непроглядній темряві так, як ніби вона знаходиться поза простором і поза часом, де звучить монолог її душі. Перешкоди на екрані і «білий шум» телевізора, які проекцією відображаються на пальті співачки, символізують розгубленість і раниму кожної закоханої дівчини.

## Live виконання
2015 р. «Я все еще люблю» — сольний концерт в Києві
2015 р. «Я все еще люблю» — музична вистава «Я все еще люблю»

## Список композицій
| Цифрове завантаження, стримінг | Цифрове завантаження, стримінг | Цифрове завантаження, стримінг | Цифрове завантаження, стримінг | Цифрове завантаження, стримінг |
| #                              | Назва                          | Автор слів                     | Автор музики                   | Тривалість                     |
| ------------------------------ | ------------------------------ | ------------------------------ | ------------------------------ | ------------------------------ |
| 1.                             | «Я все еще люблю»              | Віктор Дробиш, Наталія Власова | Віктор Дробиш                  | 3:19                           |